# 544 г. пр.н.е.

## Събития

### В Азия

#### Във Вавилония
- Набонид (556 – 539 г. пр.н.е.) е цар на Вавилония.[1]
- През тази година във Вавилония има глад.[2]

#### В Персийската империя
- Цар на Персийската (Ахеменидска) империя е Кир II Велики (559 – 530 г. пр.н.е.).[3]

### В Африка

#### В Египет
- Фараон на Египет е Амасис II (570 – 526 г. пр.н.е).[4]

### В Европа
- В Гърция се провеждат 59-тe Олимпийски игри:
  - Победител в дисциплината бягане на разстояние един стадий става Архилох от Коркира.[5]
- Абдера е основана наново от преселници от Теос, които бягат от персийското господство.[6]